# Max Henning
Max Henning (* 18. Dezember 1861 in Ruda-Koslonka, Provinz Posen, heute Ruda (Zduny); † 21. September 1927 in Neuhaldensleben) war ein deutscher autodidaktischer Arabist und Publizist.

## Leben und Wirken
Er übersetzte den Koran sowie zahlreiche Erzählungen aus Tausendundeine Nacht und war Herausgeber der Zeitschrift Das freie Wort in  Frankfurt am Main. Von 1907 bis 1919 war er Geschäftsführer des Weimarer Kartells.
Hennings Koranübersetzung fand durch die Aufnahme in Reclams Universal-Bibliothek weite Verbreitung. Bis zur Mitte des 20. Jahrhunderts galt sie als genaueste verfügbare deutsche Übersetzung. Um die Autorschaft der Koranübersetzung gab es eine teilweise bis heute andauernde Verwirrung. Es wurde nämlich vermutet, Max Henning sei ein Pseudonym des Orientalisten August Müller (1848–1892), der 1888 die Koranübersetzung von Friedrich Rückert herausgegeben hatte. Dieser Umstand und Müllers Spezialkenntnisse ließen den Verdacht entstehen, dieser habe den Koran unter dem Pseudonym „Max Henning“ selbst neu übersetzt. Ein Beweis dafür fehlt bis heute. Im Übrigen erschien Hennings Koranübersetzung erstmals 1901, neun Jahre nach dem Tod Müllers. Ferner hat Max Henning auch nach Müllers Tod noch weitere Werke publiziert.
Max Henning starb im September 1927 im Alter von 65 Jahren in Neuhaldensleben, Landkreis Börde.

## Werke
- Tausend und eine Nacht. Aus dem Arabischen übertragen von Max Henning. 17 Teile und 7 Nachträge in acht Bänden. Reclam, Leipzig 1895–97.
  - Neuausgabe: Geschichten aus Tausendundeiner Nacht. Hrsg. von Johann Christoph Bürgel und Marianne Chenou. Reclam, Stuttgart 2010, ISBN 978-3-15-020195-4.
- Der Koran. Aus dem Arabischen übertragen und mit einer Einleitung versehen von Max Henning. Reclam, Leipzig 1901 (archive.org).
  - Neuausgabe, mit Einleitung und Anmerkungen von Annemarie Schimmel: Reclam, Stuttgart 1960, ISBN 3-15-054206-5.
  - Neuausgabe: Nikol, Hamburg 2010, ISBN 978-3-86820-083-6.
- Eine Akademie des freien Gedankens. Gesammelte Aufsätze, hrsg. im Auftrag des Weimarer Kartells und mit einem Geleitwort versehen von Max Henning, Frankfurt am Main 1916.